# Nippon Ichi Software

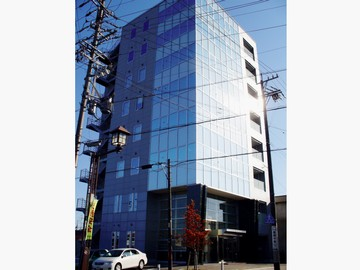
Imagen de las oficinas de Nippon Ichi Software

Nippon Ichi Software es una desarrolladora de videojuegos japonesa fundada en 1994 en Gifu, Japón. 
NIS America, subsidiaria de dicha empresa, se estableció en Santa Ana, California, en diciembre de 2003. Desde entonces, lleva a cabo labores de traducción y marketing de los títulos de Nippon Ichi.
Comenzó publicando juegos para Super Famicom, realizando en la actualidad desarrollos para todo tipo de plataformas.

## Juegos desarrollados
Aunque originalmente desarrollaron varios RPGs de estilo tradicional, sus últimos lanzamientos se han englobado dentro del género de los SRPG, o juegos de rol estratégicos. Aunque estos últimos no están directamente relacionados, muchos personajes de algunos de sus primeros juegos aparecen como personajes secretos en los posteriores.

Los lanzamientos en Europa han sido más bien escasos, aunque poco a poco ya se puede disfrutar de ellos.

### Juegos lanzados en Japón
- Jigsaw World - PSX
- Oni Taiji, The: Mokushi Se! Ni Yome Momotarou - PSX
- Jigsaw Land: Japan Graffiti - PSX
- Souryu: Logical Mahjong - PSX
- Doki Doki Shutter Chance - PSX
- SatelliTV - PSX
- Cooking Fighter - PSX
- Adventure of Puppet Princess, The - PSX
- Logic Mahjong Souryu - PSX
- Little Princess: Maru Oukoku no Ningyou Hime 2 - PSX
- Tenshi no Present: Marle Oukoku Monogatari - PS2
- Marl de Jigsaw - PS2
- La Pucelle - PS2
- Marl Jong!! - PSX
- Makai Senki Disgaea - PS2
- Marujan!! - PSX
- Phantom Brave (Desarrollador/Publicador) - PS2
- Hayari Gami - PS2
- Hayarikami - PS2
- La Pucelle: Hikari no Seijo Densetsu Nishuu - PS2
- Phantom Kingdom - PS2
- Soul Cradle: World Eaters
- Eien no Aseria: The Spirit of Eternity Sword - PS2
- Hayarikami Revenge - PS2
- Aoi no Tristia - PS2
- Rasetsu Alternative - PS2
- Hayarikami Portable - PSP
- Makai Senki Disgaea 2 - PS2
- Makai Senki Disgaea Portable - PSP
- Makai Senki Disgaea 3 - PS3
- Makai Senki Disgaea 2 Portable - PSP
- La Pucelle: Ragnarok - PSP
- Makai Senki Disgaea 4 - PS3

### Juegos lanzados en Norteamérica
- Super Danganronpa 2: Goodbye Despair-PC/PlayStation Vita
- Rhapsody: A Musical Adventure - PSX
- Disgaea: Hour of Darkness - PS2
- La Pucelle: Tactics - PS2
- Phantom Brave - PS2
- Phantom Brave - Special Edition - PS2
- Atelier Iris: Eternal Mana - PS2
- Makai Kingdom: Chronicles Of The Sacred Tome - PS2
- Generation of Chaos - PSP
- Atelier Iris 2: The Azoth of Destiny - PS2
- Blade Dancer: Lineage of Light - PSP
- Disgaea 2: Cursed Memories - PS2
- Spectral Souls: Resurrection of the Ethereal Empires - PSP
- Grim Grimoire - PS2
- Soul Nomad & the World Eaters - PS2
- Disgaea: Afertnoon of Darkness  - PSP
- Atelier Iris 3: Grand Phantasm - PS2
- Disgaea 3: Absence of justice - PS3
- Disgaea 2: Dark Hero Days - PSP
- Hiyperdimension Neptunia - PS3
- Hyperdimension Neptunia MK2 - PS3
- Disgaea 3: Absence of Detention - PlayStation Vita
- Atelier Meruru: The Apprentice of Arland - PS3
- Labyrinth Tower: Legasista - PS3
- Mugen Souls - PS3
- Generation of Chaos: Pandora's Reflection - PSP
- Clan of Champions - PS3/PC
- Hyperdimension Neptunia Victory - PS3
- Black Rock Shooter: The Game - PSP
- ClaDun x2 - PSP
- Phantom Brave: Hermuda Triangle - PSP
- ClaDun: This is an RPG! - PSP
- Disgaea 4: A Promise Unforgotten - PS3

### Juegos lanzados en Europa
- Disgaea: Hour of Darkness - PS2
- Disgaea 2: Cursed Memories - PS2
- La Pucelle: Tactics - PS2
- Phantom Brave - PS2
- Atelier Iris: Eternal Mana - PS2
- Atelier Iris 2: The Azoth of Destiny - PS2
- Makai Kingdom: Chronicles Of The Sacred Tome - PS2
- Atelier Iris 3: Grand Phantasm - PS2
- Disgaea: Afternoon of darkness - PSP
- Grim Grimoire - PS2
- Soul Nomad & the World Eaters
- Disgaea 3: Absence of justice - PS3
- Disgaea DS - Nintendo DS
- Rhapsody: A musical adventure - Nintendo DS
- Disgaea 2: The Dark Hero Days - PSP
- Trinity Universe - PlayStation 3
- Hyperdimension Neptunia MK2 - Playstation 3
- Bleach: Soul Resurrección - PS3
- Disgaea 4: A Promise Unforgotten - PS3
- Mugen Souls - PS3
- Way of the Samurai 4 - PS3
- Persona 4 Golden - PlayStation Vita
- Generation of Chaos: Pandora's Reflection - PSP
- Clan of Champions - PS3/PC
- Hyperdimension Neptunia Victory - PS3
- Danganronpa: Trigger Happy Havoc - PlayStation Vita

## Otros proyectos
En el mes de abril de 2006 se estrenó un anime con los personajes de Disgaea, aunque basado muy lejanamente en la historia del juego original. Consta de 12 capítulos, terminando en el mes de julio del mismo año.